# Cha Young-chul
Dans ce nom coréen, le nom de famille, Cha, précède le nom personnel.
Pour les articles homonymes, voir Cha.
Cha Young-chul, né le 28 juillet 1959 à Séoul, est un tireur sportif sud-coréen.

## Carrière
Cha Young-chul participe aux Jeux olympiques de 1988 à Séoul et remporte la médaille d'argent dans l'épreuve de la carabine position couchée 50 m.